# Myospila cyanea
Myospila cyanea är en tvåvingeart som först beskrevs av Macquart 1843.  Myospila cyanea ingår i släktet Myospila och familjen husflugor. Inga underarter finns listade i Catalogue of Life.